# Саманта Райън
Саманта Райън (на английски: Samantha Ryan) е артистичен псевдоним на американската порнографска актриса Джейми Менс (Jamie Mance), родена на 3 март 1978 г. в щата Канзас, САЩ.

## Награди и номинации
- 2011: Номинация за AVN награда за най-добра актриса – „Пробуждане за любов“.[3]
- 2013: Номинация за XRCO награда за невъзпята сирена.[4]
- 2014: Номинация за AVN награда за най-добра поддържаща актриса – „Мъже от стомана ХХХ“.[5]